# یوسنیلیس گوزمان
یوسنیلیس گوزمان (به انگلیسی: Yusneylys Guzman؛ زادهٔ ۸ اوت ۱۹۹۶) یک کشتی‌گیر آزادکار اهل کوبا است. از افتخارات وی می‌توان به‌ کسب مدال نقره بازی‌های المپیک ۲۰۲۴ پاریس اشاره کرد. وی سابقه حضور در المپیک ۲۰۲۰ توکیو را دارد.